# Vinkebrug
Vinkebrug (52° 23′ N, 4° 43′ L) é uma cidade dos Países Baixos, na província de Holanda do Norte. Vinkebrug pertence ao município de Haarlemmerliede en Spaarnwoude, e está situada a 6 km, a leste de Haarlem.